# Okan Yılmaz
Okan Yılmaz (* 16. Mai 1978 in Bursa) ist ein ehemaliger türkischer Fußballspieler. Er war zweimal der Torschützenkönig der höchsten türkischen Spielklasse und einmal der zweithöchsten türkischen Spielklasse.

## Karriere

### Vereinskarriere
Okan Yılmaz begann seine Karriere bei İnegölspor. Später spielte er unter anderem bei Bursaspor, Belediye Vanspor, Diyarbakırspor, Malatyaspor, Konyaspor, Orduspor, Panthrakikos und Sakaryaspor. Anschließend spielte er für den Istanbuler Verein Tepecikspor in der TFF 3. Lig.
In der Zeit bei Bursaspor wurde Okan Yılmaz Torschützenkönig in der Saison 2000/01 und 2002/03, den Durchbruch schaffte er aber nie. Nachdem sein Verein zum Ende der Saison 2003/04 in die zweitklassige TFF 1. Lig abgestiegen war, hielt er trotz lukrativer Angebote seinem Verein die Treue. Hier wurde er mit 25 Treffen in 29 Spielen Torschütze der zweithöchsten türkischen Spielklasse. Trotzdem gelang dem Verein nicht der direkte Wiederaufstieg. So trennte sich Yılmaz nach acht Jahren von Bursaspor und wechselte zu Malatyaspor. Bis zu seinem Karriereende 2012 spielte er noch für Konyaspor, Sakaryaspor, Diyarbakırspor, Orduspor, Panthrakikos, Belediye Vanspor, Tepecikspor, Alanyaspor und Altınova Belediyespor und war dabei zumeist nur für wenige Spiele im Einsatz.

### Nationalmannschaftskarriere
Für die Türkei absolvierte er sieben Spiele und erzielte fünf Tore. Im Konföderationen-Pokal 2003 erzielte er in fünf Spielen drei Treffer.